# 勝樂金剛

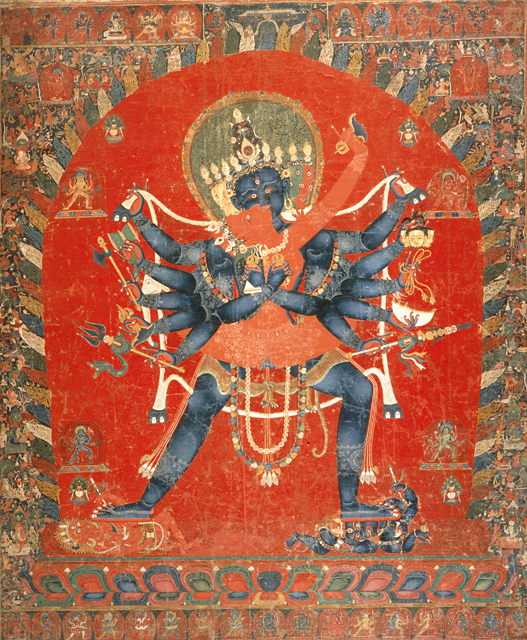
智布巴傳規的勝樂金剛與金剛亥母。

胜乐金刚又称上乐金刚，（藏語：འཁོར་ལོ་བདེ་མཆོག།，威利转写：'khor lo bde mchog，THL：khor-lo de(m)-chok，音近「闊洛登秋」；蒙古语音近「德穆钦格」），是藏传佛教無上瑜伽部智慧母續的本尊，是諸佛身語意三密加持的壇城本尊，總攝一切如來本尊壇城空行勇父，是故稱為總攝輪，行者僅僅誠心念誦其真言也能無餘去除疾病違緣、消除非時橫死一切災難，並得到空行勇父的守護顧視，輕易成就四事業，消除怨敵和除滅邪障魔鬼。勝樂金剛是赫魯嘎明王的一种，也是藏传佛教无上瑜伽修法中尊奉的本尊之一。
目前廣泛流行的勝樂金剛傳承中，以盧伊巴、噶那巴（黑行那波巴）、智布巴（鈴派）這三派為主要的傳規，噶舉的金剛亥母、薩迦的金剛瑜伽母皆出自於此勝樂續。
勝樂續修法中，最殊勝的咒語為四寶咒，分別即勝樂金剛父母根本咒、勝樂金剛父母心咒、勝樂金剛父母近心咒以及勝樂金剛父母護甲咒，尤其是能與勝樂二十四聖地諸佛相應的勝樂父母根本咒。
於勝樂壇城受灌頂後具足清淨誓言的修行者修持胜乐金刚，能清净了一切众生身、语、意的细分业障。得诸佛之功德加持和句义灌顶，堪能成就佛之功德，开显平等性智，速证佛之自性身。在无上密续中，属于母续法，胜乐也被尊称为母续之王，为亿万空行总主。
勝樂金剛不僅在新續得到發展，在舊譯時期已翻譯出勝樂續集中的金剛亥母續、佛平等合續，其「勝樂空行佛平等合續」列入寧瑪十八大密續集，又上師岩藏法中又有上師蓮花金剛勝樂輪的修法。

## 簡介
勝樂在无上瑜伽密法法系中，四派共尊的母續法主，胜乐属于母续法，最初由金剛持化現释迦牟尼佛将此法系所有灌顶、密续以及修持引导、口诀如瓶泄水般毫无保留地传授给了秘密主——金刚手菩萨。
黑行派勝樂呈站立姿勢，身下有蓮花座，象徵法性清淨無垢。蓮花上為太陽，象徵征服我執我慢。有四面，前方中間者為藍色，左面紅色，右面白色，後面黄色，相應代表降伏、敬愛、息災、增益四種功德。每塊面上有三隻眼，代表能攝伏三界眾生。戴五顱白骨冠，表示五毒清淨轉為五智。頭上有半月，代表智慧方便之新月。頭頂有十字金剛杵代表成就四事業。腰圍虎皮，象徵勇猛和無畏與消除獸類的危害。頸上掛五十顆濕人首串成的念珠，代表五十元音各人首皆能說法。有十二隻手，象征克服十二缘起的方法。主臂左手持金刚铃，右手持金刚杵，两手同時抱明妃。其余各手伸向两側，右手中持金剛斧、顱鼓、三股叉、金剛鉞刀，左手持金剛杵頂端莊嚴的喀章噶天杖、金剛繩索、噶巴拉、梵天首，餘二手上舉撐開象皮衣。有两條腿：左腿曲，足下踏著大自在天。此神背面躺着，有四手臂，手中皆持法器。勝樂金剛右腿伸，足下踏著時母（Mahādevi）之乳房。該神仰面，也是四手，各持法器。
胜乐金刚的明妃叫「金剛亥母」，梵文 Vajravārāhī，一面二臂，面呈红色，表現出熱烈愛慕之情。有三只眼，戴骷髅冠。两手皆持法器，右手執月形刀，左手執人頭骨碗，碗内盛血，獻與本尊。她的左腿伸，與主尊右腿並齊，右腿則盘在主尊腰間。